# Barbara Bush
Barbara Pierce Bush (Flushing, New York, 8. lipnja 1925. – Houston, Texas, 17. travnja 2018.) bila je supruga Georgea H. W. Busha koji je služio kao 41. predsjednik SAD-a od 20. siječnja 1989. do 20. siječnja 1993. Ujedno je i majka 43. američkog predsjednika Georgea W. Busha.
Bila je udana za George Busha, koji je preminuo 7 mjeseci i 13 dana nakon nje, 30. studenoga 2018. godine. 